# 27879 Shibata
27879 Shibata è un asteroide della fascia principale. Scoperto nel 1996, presenta un'orbita caratterizzata da un semiasse maggiore pari a 2,3238964 UA e da un'eccentricità di 0,0878124, inclinata di 5,75322° rispetto all'eclittica.